# Russ Francis
Pour les articles homonymes, voir Francis.
(en) Statistiques sur pro-football-reference
Russell Ross Francis, né le 3 avril 1953 à Seattle (Washington) et mort le 1er octobre 2023 à Lake Placid (État de New York), est un joueur de football américain, catcheur et animateur de radio américain.

## Biographie

### Enfance
Russ Francis va à la Pleasant Hill High School, s'illustrant en athlétisme en détenant le record national lycéen du lancer du javelot effectué en 1971 et qui sera battu dix-sept ans plus tard. Il est aussi un décathlonien.

### Footballeur américain

#### Patriots de la Nouvelle-Angleterre
Après être sorti de l'université de l'Oregon en 1974, Russ Francis est sélectionné au premier tour du draft de la NFL de 1975 par les Patriots de la Nouvelle-Angleterre au seizième choix. Pour sa première saison en professionnel, il joue quatorze matchs dont onze comme titulaire et marque quatre touchdowns en trente-cinq réceptions pour 636 yards. Le 26 septembre 1976, contre les Steelers de Pittsburgh, les Patriots sont à la quatrième tentative pour deux yards; le quarterback Steve Grogan décide de tenter la passe et envoie le ballon à Francis qui marque un touchdown de trente-huit yards. Les Patriots s'imposent 30-27. Lors de ce même match, il parcourt 139 yards et sera proclamé par Howard Cosell comme le meilleur tight end du monde. Il est sélectionné pour le Pro Bowl pour la première fois de sa carrière et sera sélectionné deux autres fois consécutivement.
Le 24 septembre 1978, il reçoit une passe de cinquante-trois yards et parcourt 126 yards contre les Raiders d'Oakland dans un match où les Patriots s'imposent 21-14.
Après une bonne saison 1980, le voyant faire son plus grand nombre de réceptions en une saison (quarante-et-un), il annonce qu'il se retire du football professionnel car les Patriots ne respectent pas leurs promesses sur un bonus pour une participation au Pro Bowl 1979 auquel il n'avait pu participer à cause d'un accident de motocycle. La seconde raison est son compagnon de chambre Darryl Stingley qui fut paralysé après un tacle de Jack Tatum. Il déclara qu'il ne pouvait plus jouer après cet incident.

#### Télévision puis retour au jeu avec les 49ers
Après avoir quitté la NFL, Russ Francis devient consultant pour la chaîne ABC Sports. Lors du Pro Bowl en 1981, il interroge Bill Walsh, l'entraîneur des 49ers de San Francisco. Walsh lui dit que le football est la seule raison de vivre de Francis. Il réussit à convaincre Francis de sortir de sa retraite pour revenir sur les terrains avec le maillot rouge et or de San Francisco. Il remporte le Super Bowl XIX après avoir fait lors de ce match cinq réceptions pour soixante yards.
En 1985, Russ Francis réalise quarante-quatre réceptions, son meilleur score en une saison. En 1987, il commence la saison avec San Francisco avec huit matchs joués dont sept comme titulaire mais décide de revenir vers la franchise qui la formé, les Patriots après que San Francisco l'ai libéré de tout contrat. Mais, il ne joue qu'un seul match avec son ancienne équipe. En 1988, il effectue la dernière saison de sa carrière, jouant douze matchs dont huit comme titulaire mais ne marque aucun touchdown. Il fait partie de l'équipe en 1989 mais se blesse et la Nouvelle-Angleterre décide de le libérer.

### Catcheur professionnel
Russ Francis fait ses débuts dans le catch lors de WrestleMania 2 où il fait d'une bataille royal avec d'autres joueurs de la NFL. Son père, Ed Francis, étant promoteur de catch, l'intègre dans les rangs de la American Wrestling Association. Ensuite, il combat à la National Wrestling Alliance dans la branche NWA Hawaï. Le seul titre qu'il remporte de sa carrière est celui de champion par équipe de la NWA Hawaï avec son grand frère Billy Roy Francis.

### Radio
Après avoir arrêté sa carrière, Russ Francis anime une émission de radio quotidienne matinale sur 107.7 WTPL : The Russ Francis Show avant de la renommer The Pulse.